# Ford Indigo
La Ford Indigo è una concept car realizzata dalla Ford nel 1996.

## Contesto
La vettura venne realizzata per testare le tecnologie di una Indy Car su di un modello per la circolazione ordinaria su strada.
Di questa vettura ne sono stati realizzati due modelli, di cui uno funzionante e uno prettamente espositivo.
Il telaio monoscocca a nido d'ape venne costruito con la collaborazione della squadra sportiva Reynard, ed era costituito da carbonio, lega leggera, alluminio e materiale composito per contenere al massimo il peso complessivo. La sospensione anteriore a quadrilateri articolati è montata direttamente all'interno del telaio. Le sospensioni posteriori invece sono dotate di doppi bracci trasversali. Le porte con apertura a forbice sono incernierate nella parte anteriore del telaio.
Il propulsore V12 impiegato sulla Indigo è un'evoluzione del Duratec V6 3.0 con cui era equipaggiata la Ford Taurus; con esso condivide l'alesaggio, i pistoni, gli anelli, le aste, le valvole, le guarnizioni e le molle delle valvole. Per migliorare la stabilità, è saldato al telaio nella parte posteriore. Viene gestito da un cambio manuale a sei marce gestito da una frizione in carbonio.